# Hip Hop Lives
Albums par KRS-One
Life
(2006) Adventures in Emceein
(2008)
Albums par Marley Marl
Re-Entry
(2001) Operation: Take Back Hip-Hop
(2008)
Hip Hop Lives est un album collaboratif de KRS-One et Marley Marl, sorti le 22 mai 2007.

## Production
Lors d'une interview sur le site Unkut.com, KRS-One a déclaré que vingt ans après la sortie de son premier album Criminal Minds, Koch Records et lui-même souhaitant célébrer cet anniversaire d'une manière particulière, ils ont fait appel à Marley Marl pour produire cet opus. Cet album est historique car vingt ans plus tôt, KRS-One et Marley Marl étaient rivaux lors des légendaires Bridge Wars qui opposèrent les quartiers de Queensbridge et du South Bronx pour déterminer le véritable lieu de naissance du rap.
Hip Hop Lives est considéré comme une « suite » à l'album de Nas, Hip Hop Is Dead, sorti l'année précédente, KRS-One soutenant Nas lorsque ce dernier affirmait que le « rap était mort ». Les deux artistes ont d'ailleurs enregistré un titre en hommage à Nas qui ne figure pas sur l'album mais que l'on trouve sur une vidéo du making-of disponible en bonus du disque sur iTunes.

## Liste des titres
| No  | Titre                                                                          | Contient un (des) sample(s) de                    | Durée |
| --- | ------------------------------------------------------------------------------ | ------------------------------------------------- | ----- |
| 1.  | It's Alive (Intro)                                                             |                                                   | 0:40  |
| 2.  | Hip Hop Lives                                                                  | The Bridge de MC Shan                             | 2:52  |
| 3.  | Nothing New                                                                    |                                                   | 3:16  |
| 4.  | I Was There                                                                    |                                                   | 3:47  |
| 5.  | Musika (featuring Magic Juan)                                                  | A Theme for L.A.'s Team du Thomas Bell Orchestra  | 4:05  |
| 6.  | Rising to the Top                                                              | Theme From The Girl From Petrovka d'Henry Mancini | 3:29  |
| 7.  | Over 30                                                                        |                                                   | 3:52  |
| 8.  | M.A.R.L.E.Y. (Marley and Red Living Everyday Youthfully) (featuring Red Alert) |                                                   | 1:30  |
| 9.  | Kill a Rapper                                                                  | Let's Fall in Love All Over de Billy Paul         | 2:56  |
| 10. | The Teacha's Back                                                              |                                                   | 3:41  |
| 11. | The Victory (featuring Blaq Poet)                                              |                                                   | 3:48  |
| 12. | This Is What It Is                                                             |                                                   | 3:52  |
| 13. | All Skool                                                                      | Hogin' Machine de Les Baxter                      | 4:05  |
| 14. | House of Hits (featuring Chief Rocker Busy Bee)                                |                                                   | 4:31  |